# Lorensij
Lorensij je kemijski element atomskog (rednog) broja 103 i atomske mase 262. U periodnom sustavu elemenata predstavlja ga simbol Lr.
Ime je dobio po nobelovcu E. O. Lawrenceu, izumitelju ciklotrona. Do 1963. Lw je bio simbolom ovoga umjetno dobivenoga elementa. Osim pod nazivom lorensij poznat je i pod nazivom lawrencij (čit. lavrencij).